# Hasseris Gymnasium
Hasseris Gymnasium er et gymnasium i Aalborg. Udover den traditionelle almene studentereksamen udbydes den internationale studentereksamen International Baccalaureate.
Der er i skoleåret 2021/2022 i alt ca. 800 elever fordelt på 24 gymnasieklasser og 3 IB-klasser.

## Historie
Efter at Aalborg Katedralskole i mere end 400 år havde haft nordjysk monopol på højere undervisning, åbnede der i 1958 endnu et gymnasium i Aalborg – Aalborghus Statsgymnasium. Det blev en aflastning, men det var ikke nok. De daværende kommunalbestyrelser i Aalborg, Nørresundby, Sundby-Hvorup og Hasseris blev derfor i samarbejde med Aalborg Amtsråd enige om, at der skulle oprettes et tredje gymnasium nord for Limfjorden og, at et fjerde skulle placeres i bydelen Hasseris.
Hasseris Gymnasium & IB World School blev etableret i 1970 i midlertidige rammer på Stolpedalsskolen, men fik i 1972 sin nuværende placering i en nybygget skole, beliggende på Hasserisvej 300. Skolen var et resultat af en lokal og regional politisk beslutning om at bygge et fjerde gymnasium i Aalborg.
Bygningen er tegnet af arkitekterne Jacob Blegvad og Henning Jørgensen i modernistisk stil, og skolen fik Aalborg Kommunes pris for godt byggeri. Placeringen på en skrånende grund betyder, at der fra mange af lokalerne er udsigt over Gammel Hasseris og Limfjorden. Centralt i byggeriet er det åbne fællesareal, der med hvide vægge og store vinduespartier giver et lyst studiemiljø. 
I 2009 gennemgik gymnasiet en stor ombygning, hvor man øgede antallet af almindelige klasselokaler for at kunne rumme de mange nye elever og skolen fik to nye musiklokaler, øvelokale og lydstudie. I 2011 foretog gymnasiet ligeledes en større ombygning af skolens naturvidenskabsfløj.
I 2014 blev udbygningen af gymnasiet med en fløj med drama- og musiklokaler færdiggjort.

## Ledelse
Pr.  april 2022 er Ole Droob rektor og Lars Korslund Nielsen vicerektor.

## Kendte studenter
- 1973: Søren Espersen, folketingsmedlem
- 1976: Anna Grue, redaktør og forfatter[2]
- 1976 Jan Beyer Schmidt-Sørensen, erhvervschef i Aarhus Kommune
- 1984: Kim Nøhr Skibsted, tidligere folketingsmedlem og kommunikationsdirektør i Grundfos
- 1988: Jakob Ejersbo, forfatter til Nordkraft og Afrikatrilogien